# قیام وسپرها
بازگشت وِسپِرها (به انگلیسی: Vespers Rising) جلد یازدهم مجموعه ۳۹ سرنخ اثر ریک ریوردن است.

## داستان
امی و دن همهٔ سرنخ‌ها رو پیدا کرند ولی ماجرا جوییشون تازه شروع شده.وسپرها دشمنان خاندان کاهیل،با آن‌ها وارد جنگ می‌شوند.حالا وقت اتحاد این خانوادست...